# Logan Schafer
Logan Edward Schafer (né le 8 septembre 1986 à San Jose, Californie, États-Unis) est un joueur de champ extérieur des Ligues majeures de baseball.

## Carrière
Logan Schafer est repêché deux fois sans signer avec l'équipe qui le réclame au repêchage amateur : il est d'abord un choix de 31e tour des Red Sox de Boston en 2006, puis est appelé au 47e tour de sélection des Rockies du Colorado en 2007. Il signe enfin un contrat avec les Brewers de Milwaukee après que ceux-ci en aient fait leur choix de troisième ronde en juin 2008.
Schafer fait ses débuts dans le baseball majeur pour les Brewers le 2 septembre 2011. Il réussit son premier coup sûr le 18 septembre contre un lanceur des Reds de Cincinnati, Francisco Cordero. Schafer frappe pour ,333 de moyenne au bâton en huit matchs pour les Brewers en 2011.
En 5 saisons, de 2011 à 2015, Schafer joue 292 matchs des Brewers. Il frappe 5 circuits, récolte 52 points produits et frappe pour ,212 de moyenne au bâton. Réserviste, il n'est utilisé sur une base quasi quotidienne qu'en 2013, lorsqu'il dispute 134 matchs pour Milwaukee.
Le 17 novembre 2015, il rejoint les Nationals de Washington mais est libéré au cours de leur entraînement de printemps suivant. Il joue en 2016 pour les Twins du Minnesota.